# RC4WD
RC4WD er en producent af radiostyrede reservedele, køretøjer og udstyr. Virksomheden blev grundlagt i 2001 i San Francisco-området. Deres produkter er blevet valgt af NASA og har optrådt i TV og magasiner i mange lande. Selskabet lavede dele til den hurtigste batteridrevne, radiostyrede bil. 
- Information:

- Navn - RC4WD

- Grundlagt - San Jose, Californien, USA, 2001

- Betjener hele verden

- Antal medarbejdere - < 100

- Produkter - radiostyrede biler

## RC4WD's Historie
RC4WD blev grundlagt i 2001 i San Francisco-området, Californien, USA , i en garage. I første omgang startede RC4WD som en "One Stop Shop " (hjemmeside) til RC Monster Truck-markedet og performance-dele. Forretningen voksede gennem hjælp fra RCMT.net , et forum dedikeret til RC monster truck entusiaster. I 2005 var virksomheden næsten 800 dele fra selskaber som Thundertech Racing , JPS , New Era Models ,Imex , Defiance Racing , RC Alloy , Vertigo Performance og andre. 
I 2007 flyttede RC4WD endelig ind i et lille lager i San Jose. I juli 2010 kom det første licenserede produkt ,The Dick Cepek "Mud Country" 1.9. Næste år , i februar 2011, begyndte Horizon Hobby at distribuere RC4WD-produkter. I marts 2014 begyndte Towerhobbies at sælge RC4WD produkter.

## RC Kits
- 1/10 Trail Finder Truck
- 1/10 Gelande Truck
- 1/5 Killer Krawler
- 1/10 Subzero Truck
- 1/10 Boyer Truggy
- 1/10 Worminator 6×6 Truck
- 1/10 Gelande D110 Truck
- 1/10 Fracture Truck with V8 engine
- 1/10 Bully Crawler
- 1/10 Timberwolf Scale Truck
- 1/10 Trail Stomper Truck
- 1/10 Trail Finder II Truck
- 1/10 Gelande II Truck

## RC4WD på medierne

### Anerkendelse og priser
- Maj 2010 - WIRED magazine - " Redaktørens Pick " RC4WD Killer Krawler

- November 2011 - NASA RC Rover robotarm - RC4WD Killer Krawler[3]

### På TV
- Juli 2012 - RC4WD på Stacey Davids Gears ( Speed Channel ) [4]

### I magasiner
- November 2008 - MAX Bashing INTERACTIVE DIGITAL MAGAZINE - RC4WD Diablo

- November 2008 - RC Magazine (Japan) - RC4WD Trail Finder

- Maj 2010 - MAKE magasin - RC4WD Killer Krawler

- Juni 2010 - XTREME RC BILER Magazine - RC4WD Gelande

- Juli 2010 - TRUCMODELL magasin ( Tyskland) - RC4WD Gelande

- Februar 2013 - RACER magasin ( England ) - RC4WD Trail Finder 2

## Eksterne links
- Officiel hjemmeside